# Hypsirhynchus
Hypsirhynchus – rodzaj węży z podrodziny Dipsadinae w rodzinie połozowatych (Colubridae).

## Zasięg występowania
Rodzaj obejmuje gatunki występujące na Bahamach, Jamajce i Haiti. 

## Systematyka

### Etymologia
- Hypsirhynchus: gr. ὑψι hupsi „wysoko, w górze”[7]; ῥυγχος rhunkhos „pysk, ryj”[8].
- Ocyophis: gr. ωκυς ōkus „chyży, szybki”[9]; οφις ophis, οφεως opheōs „wąż”[10]. Gatunek typowy: Natrix atra Gosse, 1851.
- Antillophis: Antyle (hiszp. Antillas, ang. Antilles, niderl. Antillen), grupa wysp na Morzu Karaibskim; οφις ophis, οφεως opheōs „wąż”[4]. Gatunek typowy: Dromicus parvifrons Cope, 1862.
- Schwartzophis: Albert Schwartz (1923–1992), amerykański herpetolog, teriolog, ornitolog i lepidopterolog; οφις ophis, οφεως opheōs „wąż”[5]. Gatunek typowy: Arrhyton callilaemum Gosse, 1851.

### Podział systematyczny
Do rodzaju należą następujące gatunki: 
- Hypsirhynchus ater (Gosse, 1851)
- Hypsirhynchus callilaemus (Gosse, 1851)
- Hypsirhynchus ferox Günther, 1858
- Hypsirhynchus funereus (Cope, 1862)
- Hypsirhynchus melanichnus (Cope, 1862)
- Hypsirhynchus parvifrons (Cope, 1862)
- Hypsirhynchus polylepis (Buden, 1966)
- Hypsirhynchus scalaris Cope, 1863